# Gatenga
Gatenga är ett periodiskt vattendrag i Burundi.   Det ligger i provinsen Ruyigi, i den centrala delen av landet, 110 kilometer öster om huvudstaden Bujumbura.
Omgivningarna runt Gatenga är en mosaik av jordbruksmark och naturlig växtlighet. Runt Gatenga är det ganska tätbefolkat, med 155 invånare per kvadratkilometer.